# Zac Williams
Pour les articles homonymes, voir Williams.
Zac Williams, né le 21 juillet 1995 à Auckland, est un coureur cycliste néo-zélandais qui a notamment participé à la course en ligne masculine de cyclisme sur route aux Jeux olympiques d'été de 2016. 

## Palmarès

### Championnats de monde
- Hong Kong 2017
  - 10e du kilomètre
  - 17e du keirin (éliminé au repêchage du premier tour)[3]

### Championnats d'Océanie
| Édition / Épreuve | Kilomètre | Vitesse par équipes |
| Invercargill 2015 | Or        |                     |
| Melbourne 2016    | Or        |                     |
| Cambridge 2017    | Or        | Bronze              |
| Adélaïde 2018     | Bronze    |                     |
| Invercargill 2019 | Bronze    |                     |

### Championnats de Nouvelle-Zélande
- 2016
  -  Champion de Nouvelle-Zélande du kilomètre